# Дюейн-Лейк (Нью-Йорк)
Дюейн-Лейк (англ. Duane Lake) — переписна місцевість (CDP) в США, в окрузі Скенектеді штату Нью-Йорк. Населення — 329 осіб (2020).

## Географія
Дюейн-Лейк розташований за координатами 42°45′8″ пн. ш. 74°6′26″ зх. д. / 42.75222° пн. ш. 74.10722° зх. д. (42.752239, -74.107327).  За даними Бюро перепису населення США в 2010 році переписна місцевість мала площу 6,72 км², з яких 6,22 км² — суходіл та 0,50 км² — водойми.

## Демографія
Згідно з переписом 2010 року, у переписній місцевості мешкали 323 особи в 138 домогосподарствах у складі 101 родини. Густота населення становила 48 осіб/км².  Було 152 помешкання (23/км²).
Расовий склад населення:
| - 98,5 % — білих - 1,2 % — азіатів |

До двох чи більше рас належало 0,3 %. Частка іспаномовних становила 1,5 % від усіх жителів.
За віковим діапазоном населення розподілялося таким чином: 18,3 % — особи молодші 18 років, 67,8 % — особи у віці 18—64 років, 13,9 % — особи у віці 65 років та старші. Медіана віку мешканця становила 49,3 року. На 100 осіб жіночої статі у переписній місцевості припадало 97,0 чоловіків;  на 100 жінок у віці від 18 років та старших — 101,5 чоловіків також старших 18 років.
Середній дохід на одне домашнє господарство  становив 105 180 доларів США (медіана — 115 441), а середній дохід на одну сім'ю — 105 092 долари (медіана — 116 544). 
Цивільне працевлаштоване населення становило 211 осіб. Основні галузі зайнятості: освіта, охорона здоров'я та соціальна допомога — 21,8 %, будівництво — 20,9 %, мистецтво, розваги та відпочинок — 20,4 %.